# Якоб Фугер
Якоб Фугер Богатия (на немски: Jakob Fugger „von der Lilie“, „der Reiche“, „Jakob II. Fugger“; * 16 март 1459, Аугсбург; † 30 декември 1525, Аугсбург) от фамилията Фугер, линията „Лилията“ (фон дер Лилие), е търговец и банкер от Аугсбург, става граф през 1514 г. Между 1495 и 1525 г. е най-значимият търговец, бизнесмен и банкер в Европа.

## Биография
Той е син (10-то дете) на текстилния търговец Якоб Фугер Стари († 1469) и съпругата му Барбара Безингер († 1497), дъщеря на Франц (Улрих) Безингер от Аугсбург († 1467), мюнцмайстер в Тирол, и Доротея Зайденшванц.
На 14 години Якоб започва да учи във Венеция, където е до ок. 1487 г. Освен това той е клерик, но никога не е живял в манастир.
През 1473 г. император Фридрих III разрешава да се отвотри банка. След смъртта на баща му на 23 март 1469 г. майка му Барбара Безингер ръководи фамилната фирма за синовете им. Едва след смъртта на майка им през 1497 г. синовете имат достъп до цялото състояние.
Братята Улрих (1441 – 1510) (ръководител в Аугсбург), Георг (1453 – 1506) (ръководител на филиала в Нюрнберг) и Якоб (за международните връзки) основават търговската фирма „Ulrich Fugger und Gebrüder von Augsburg“. Започват да финансират Хабсбургите. След 1487 г. Якоб Фугер определя de facto политиката на фирмата. Фирмата има печалба над 54 000 гулдена през 1494 г.
Якоб Фугер финансира издигането на кайзер Максимилиан I, също и избора на внука му испанския крал Карл V, за римско-немски крал. Той финансира и двойната сватба във Виена през 1515 г.
Якоб Фугер построява замъка Фугерау в Тирол. Неговото състояние на края на живота му е ок. 400 милиарда евро, затова е наричан Богатия.
Умира на 30 декември 1525 г. на 66 години и е погребан в „Св. Анна“, Аугсбург. Понеже той няма деца, фирмата отива на племенниците му Раймунд и Антон Фугер. Антон ръководи фирмата и с неговата смърт през 1560 г. завършва „ерата Фугер“.

## Фамилия
Якоб Фугер се жени за Сибила Арцт (* ок. 1480, Аугсбург; † 1546, Аугсбург). Бракът е бездетен.

## Галерия
- Якоб Фугер (вдясно) в кантората
- Герб на Фугер фон дер Лилие, даден 1473
- Якоб Фугер и Сибила Арцт, ок. 1500

### Белетристика
- Günter Ogger: Kauf dir einen Kaiser. Die Geschichte der Fugger. 17. Auflage. Droemer Knaur, München 1995, ISBN 3-426-03613-4.
- Peter Dempf: Das Amulett der Fuggerin. BLT, Bergisch Gladbach 2006, ISBN 3-404-92273-5.
- Tanja Kinkel: „Die Puppenspieler.“ Goldmann, ISBN 3-442-42955-2.